# Рацифа, Бако
Бако Рацифа Андрихаманана (фр. Bako Ratsifa Andrihamanana, род. 18 марта 1964) — мадагаскарская пловчиха. Участница летних Олимпийских игр 1980 года. Первая женщина, представлявшая Мадагаскар на Олимпийских играх. Чемпионка, пятикратный серебряный и двукратный бронзовый призёр Всеафриканских игр 1987 года.

## Биография
Бако Рацифа родилась 18 марта 1964 года.
В 1980 году вошла в состав сборной Мадагаскара на летних Олимпийских играх в Москве. Выступала в плавании на двух дистанциях. На дистанции 100 метров вольным стилем показала 25-й результат — 1 минута 7,21 секунды, уступив 9,41 секунды худшей из попавших в финал Гюилен Берже из Франции. На дистанции 100 метров баттерфляем заняла предпоследнее, 23-е место, показав результат 1.09,43 и уступив 6,51 секунды худшей из попавших в финал Лизе Кёрри из Австралии.
Рацифа стала первой женщиной, представлявшей Мадагаскар на Олимпийских играх.
В 1987 году завоевала семь медалей на Всеафриканских играх в Найроби: золото на 100-метровке на спине, серебро на дистанциях 50 метров вольным стилем, 100 метров брассом, 200 и 400 метров комплексным плаванием, бронзу на 100-метровках вольным стилем и баттерфляем.

## Семья
Младшая сестра — Вола Ханта Ратсифа Андрихаманана (род. 1970), мадагаскарская пловчиха. Участвовала в летних Олимпийских играх 1992 года.